# Saint-Romain-la-Motte
Saint-Romain-la-Motte este o comună în departamentul Loire din sud-estul Franței. În 2009 avea o populație de 1.553 de locuitori.

## Evoluția populației
| An        | 1975 | 1982  | 1990  | 1999  | 2006  | 2009  |
| --------- | ---- | ----- | ----- | ----- | ----- | ----- |
| Populație | 887  | 1.081 | 1.352 | 1.395 | 1.499 | 1.553 |